# 殿牌
殿牌，是李氏朝鮮各地方行政單位的客舍奉安的國王象徵。殿是刻上的國王名犒的木牌。
地方的官吏每月初一與十五到客舍禮拜。殿牌是國王的象徵，如木牌受損即是對國王的冒瀆，以大逆罪論之，本人及其家族處刑，管理地域則因連帶責任被撒銷併入鄰近區域，該地守令罷免。
1661年忠州牧殿牌被損，牧降格為縣。1662年懐德縣與漣川縣殿牌遺失兩地行政單位被廢併入鄰迎地域。1778年金策市與吉州殿牌破損，城津僉使與吉州府使俱被罷免。